# Vauchamps, Doubs
Vauchamps är en kommun i departementet Doubs i regionen Bourgogne-Franche-Comté i östra Frankrike. Kommunen ligger i kantonen Roulans som tillhör arrondissementet Besançon. År 2018 hade Vauchamps 122 invånare.

## Befolkningsutveckling
Antalet invånare i kommunen Vauchamps
Referens:INSEE